# Греческая диглоссия

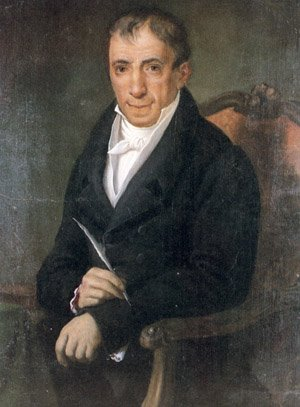
Адама́нтиос Кораи́с в основе греческого пуризма.

Языковой вопрос (греч. το γλωσσικό ζήτημα) в Греции — сложный культурный процесс, заключавшийся в выборе нормы литературного языка. В общих чертах полемика вокруг языкового вопроса сводилась к выбору между книжным языком, т. н. кафаревусой, и разговорным языком — димотикой (ср. со схожим процессом в Норвегии).
Теоретический спор о том, каким должен быть греческий язык, возник во второй половине XVIII века и был поднят Евгением Вулгарисом.
С созданием современной Греции проблема греческого языка стала серьёзной политической проблемой; полемика находила отражение в том числе в литературе (так, первым художественным произведением на димотике стало «Моё путешествие» Янниса Психариса). 
Споры обострились и стали центральным элементом греческой политики во время т. н. «евангелика» в начале XX века. 
Окончательно вопрос был решен 30 апреля 1976 г. правительством Константиноса Караманлиса в пользу димотики.